# Michael Friedrich (Sinologe)
Michael Friedrich (* 1955 in Oldenburg) ist ein deutscher Sinologe. Er war von 1994 bis 2021 Professor für Sinologie an der Universität Hamburg.

## Leben
Von 1976 bis 1981 studierte Michael Friedrich Sinologie, Philosophie und Japanologie in Freiburg im Breisgau, München und Taipeh. 1984 wurde er an der Ludwig-Maximilians-Universität München von seinem Lehrer Wolfgang Bauer mit einer Arbeit zu Xuanxue promoviert. Von 1983 bis 1986 arbeitete er als Wissenschaftlicher Assistent im Institut für Sinologie in München. 1990 folgte die Habilitation mit einer Arbeit zu Sprache und Denken in der neokonfuzianischen Philosophie. In den Jahren danach wirkte er als Privatdozent und Heisenberg-Stipendiat in München. 
Nach einer Gastdozentur in Zürich (1992–93) wurde er 1994 als Professor für Sinologie an die Universität Hamburg berufen, wo er die Nachfolge von Friedrich Alexander Bischoff auf dem Lehrstuhl für Sprache und Literatur Chinas im Fachbereich Orientalistik (ab 2000 Asien-Afrika-Institut) antrat. Dort war er 1995–1998, 2006–2009 und 2012–2016 Direktor des Seminars bzw. der Abteilung für Sprache und Kultur Chinas, 1999–2001 Dekan des Fachbereichs Orientalistik, 2004–2006 Sprecher des Asien-Afrika-Instituts und 2011–2014 Prodekan für Forschung der Fakultät für Geisteswissenschaften. Michael Friedrich ist Mitbegründer der „European Association for the Study of Chinese Manuscripts“ (EASCM), deren Vorsitzender er von 2004 bis 2008 war. Von 2008 bis 2011 war er Sprecher der Forschergruppe „Manuskriptkulturen in Asien und Afrika“, von 2011 bis 2019 Sprecher des Sonderforschungsbereichs 950 „Manuskriptkulturen in Asien, Afrika und Europa“ und in der Folge war er Sprecher des aus dem SFB hervorgegangenen Exzellenzclusters „Understanding Written Artefacts“. 2021 wurde er emeritiert.

## Schriften (Auswahl)
als Mitherausgeber
- manuscript cultures. Sonderforschungsbereich Manuskriptkulturen in Asien, Afrika und Europa, Universität Hamburg, ISSN 1867-9617 ( – seit 2008).
- Studies in Manuscript Cultures. De Gruyter, Berlin / München / Boston, Mass. ( – 2012-2022).

als Herausgeber
- Zhang Zai: Rechtes Auflichten = Cheng-meng. Übers. aus dem Chin., mit Einl. und Komm. vers. und hrsg. von Michael Friedrich, Michael Lackner und Friedrich Reimann (= Philosophische Bibliothek. Band 419). Meiner, Hamburg 1996, ISBN 3-7873-0935-7.
- gemeinsam mit Thomas O. Höllmann; Lucia Obi; Shing Müller und Xaver Götzfried: Handschriften der Yao (= Verzeichnis der orientalischen Handschriften in Deutschland. Band 44). F. Steiner, Stuttgart 2004, ISBN 3-515-08403-7.
- Han-Zeit: Festschrift für Hans Stumpfeldt aus Anlass seines 65. Geburtstages (= Lun-wen: Studien zur Geistesgeschichte und Literatur in China. Band 8). Harrassowitz, Wiesbaden 2006, ISBN 978-3-447-05445-4.
- gemeinsam mit Monika Wagner: Steine: Kulturelle Praktiken des Materialtransfers. De Gruyter, Berlin 2017, ISBN 978-3-11-047406-0.

Werke
- Hsüan-hsüeh: Studien zur spekulativen Richtung in der Geistesgeschichte der Wei-Chin-Zeit (3.–4. Jahrhundert). Ludwig-Maximilians-Universität München, München 1984 (Dissertation).
- Sprache und Denken: Zu einem ungeklärten Verhältnis in der chinesischen Geistesgeschichte, insbesondere im Neokonfuzianismus von Chu Hsi. Ludwig-Maximilians-Universität München, München 1989 (Habilitationsschrift).
- „Die Ahnen und das Ich. Zu einem Archaismus in der Han-zeitlichen Dichtung und seiner Funktion.“ In: Helwig Schmidt-Glintzer (Hg.): Das andere China. Festschrift für Wolfgang Bauer zum 65. Geburtstag. Harrassowitz, Wiesbaden 1995, S. 405–434.
- „Zur Datierung zweier Handschriften des Daode jing.“ In: TEXTkritische Beiträge (2) 1996, S. 205–217.
- „Chiffren oder Hieroglyphen? Die chinesische Schrift im Abendland.“ In: Aleida Assmann und Jan Assmann (Hg.): Hieroglyphen. Stationen einer anderen abendländischen Grammatologie.  W. Fink, München 2003, S. 89–116.
- „Chinesische Mythen und chinesische Mythologie.“ In: Reinhard Brandt und Steffen Schmidt (Hg.): Mythos und Mythologie. Akademie-Verlag, Berlin 2004, S. 237–254.
- „Wer war der Vater? – Zur Auslegung einiger Verse aus dem kanonischen Buch der Lieder .“ In: Michael Quisinsky und Peter Walter (Hg.): Kommentarkulturen. Die Auslegung zentraler Texte der Weltreligionen: ein vergleichender Überblick. Böhlau, Köln 2007, S. 133–201.
- „The ‘Announcement to the World Below’ of Ma-wang-tui 馬王堆 3.“ In: Manuscript Cultures (1) 2008, S. 7–15.
- „Der editorische Bericht des Liu Hsiang 劉向 zum Chan-kuo ts'e 戰國策.“ In: Monika Gänssbauer und Harro von Senger (Hg.): Den Jadestein erlangen. Festschrift für Harro von Senger. Lembeck, Frankfurt am Main 2009, S. 239–257.
- „Wer war der Grabherr von  Ma-wang-tui?“ In: Roland Altenburger, Martin Lehnert und Andrea Riemenschnitter (Hg.): Dem Text ein Freund. Erkundungen des chinesischen Altertums; Robert H. Gassmann gewidmet. Peter Lang, Bern, New York 2009, S. 125–143.
- „Producing and Identifying Forgeries of Chinese Manuscripts.“ In: Michael Friedrich und Cécile Michel (Hg.): Fakes and forgeries of written artefacts from ancient Mesopotamia to modern China. De Gruyter, Boston, Berlin 2020 (Studies in Manuscript Cultures, 20), S. 291–336.
- „Lost in Translation? A Brief History of the Study of Dongba Manuscripts from its Beginnings to 1945.“ In: Agnieszka Helman-Ważny und Charles Ramble (Hg.): Bon and Naxi Manuscripts. De Gruyter, Berlin, Boston 2023 (Studies in Manuscript Cultures, volume 28), S. 269–348.

Festschrift
- Jörg B. Quenzer (Hrsg.): Exploring Written Artefacts: Objects, Methods, and Concepts (= Studies in Manuscript Cultures. Band 25). De Gruyter, Boston, Berlin 2021, ISBN 978-3-11-074545-0.